# Metodo Paderborn
Il metodo di Paderborn o più semplicemente metodo Paderborn è un metodo per l'insegnamento delle lingue straniere ideato per i bambini. Esso prevede l'apprendimento di una lingua semplice (nella fattispecie l'esperanto), e poi lo studio della lingua straniera più difficile.
L'efficacia del metodo è stata registrata empiricamente varie volte nel secolo scorso, tuttavia essa è stata scientificamente dimostrata dal professore Helmar Frank all'Istituto di Pedagogia cibernetica dell'Università di Paderborn (Germania), da cui il nome.

## Storia del metodo
Molti adulti, appreso l'esperanto, si resero conto che grazie a questa lingua molto semplice e dalla grammatica trasparente, riuscivano a capire meglio argomenti di grammatica anche della propria lingua madre. Quindi iniziarono a pensare se una tale lingua potesse essere d'aiuto per l'apprendimento della grammatica in generale o addirittura di altre lingue straniere.

### Esperimenti precedenti allo studio di Paderborn
Su questa base sono stati svolti degli esperimenti già nei primi decenni della storia dell'esperanto, ad esempio in Ungheria o Gran Bretagna. In seguito sono elencati alcuni tra quelli più significativi:
- 1918-1921 - Scuola media femminile a Bishop Auckland (GB). L'esperanto appreso come lingua propedeutica al francese e tedesco[2]
- 1934-1935 - Scuola superiore pubblica di New York[3]
- 1947-1951 - Provincial Grammar School in Sheffield (GB)[4], pone l'accento sul vantaggio ricevuto dall'esperanto dai ragazzi meno portati per lo studio
- 1948-1965 - Egerton Park School, Denton (Manchester, GB).[5]
- 1958-1963 - Somero (Finlandia), studio sulla propedeuticità al tedesco[6]
- 1971-1974[7],1975-1977[8] - La Lega Internazionale Insegnanti di Esperanto (ILEI), visti gli altri studi, coordina vari studi internazionali in diversi paesi (Belgio, Francia, Grecia. Rep. Fed. Tedesca, Paesi Bassi). Nel 1977 i ragazzi si incontrano per una settimana comune con l'apprendimento di varie materie in esperanto.
- Seconda metà anni '70, inizio anni '80 - Insegnamento di Orientamento linguistico, Paderborn (di cui si parla più avanti). Questo esperimento prevede la divisione degli studenti in diversi gruppi con percorsi diversi per controllare l'effettivo beneficio della lingua internazionale[9]
- 1983-1988 - Tra i vari esperimenti in Italia, quello condotto nella scuola elementare "Rocca", a San Salvatore di Cogorno (GE) ricalca il metodo scientifico seguito a Paderborn, con la divisione in 2 gruppi, uno che studia esperanto, e l'altro francese sin dall'inizio.[10]

### Descrizione dell'esperimento dell'università di Paderborn
In una scuola elementare si sono creati due gruppi A e B concorrenti sotto la supervisione del professor Helmar Frank.
Il gruppo A inizia lo studio dell'inglese in terza elementare (terzo anno di studi), mentre il gruppo B in quello stesso anno inizia il corso di esperanto (160 ore), per poi iniziare con l'inglese due anni più tardi (quinto anno di studi). Tuttavia, nonostante la differenza di tempo dedicato allo studio dell'inglese, già nel settimo anno di studi il gruppo B raggiunge il gruppo A nelle competenza dell'inglese, mentre nell'ottavo anno di studi si verifica addirittura un sorpasso.
La seguente tabella riassume lo studio fatto a Paderborn:
| Anno di studio | Gruppo A | Gruppo B  | Conoscenza dell'inglese                                                                     |
| 3°             | INGLESE  | ESPERANTO | A raggiunge un livello elementare di inglese, mentre B non lo conosce affatto               |
| 4°             | INGLESE  | ESPERANTO | A raggiunge un livello elementare di inglese, mentre B non lo conosce affatto               |
| 5°             | INGLESE  | INGLESE   | A continua ad imparare l'inglese mentre B comincia ad impararlo progredendo rapidamente     |
| 6°             | INGLESE  | INGLESE   | A continua ad imparare l'inglese. B, che lo studia da solo un anno progredisce rapidamente  |
| 7°             | INGLESE  | INGLESE   | Il livello di inglese di A e B è uguale                                                     |
| 8°             | INGLESE  | INGLESE   | B sorpassa A per conoscenza dell'inglese, nonostante B lo abbia imparato per 2 anni di meno |

Quindi il gruppo B non solo ha guadagnato molto nell'apprendimento dell'inglese, ma ha anche un bagaglio culturale di due lingue. Si noti anche che i bambini erano di madrelingua tedesca, che ha molto in comune con l'inglese essendo entrambe lingue germaniche, quindi dall'esperanto non c'è stato un vantaggio legato all'apprendimento di una grammatica più simile all'inglese rispetto a quella della propria lingua madre.
Si può capire facilmente che oltre al guadagno culturale, il risparmio di tempo produce anche un risparmio di risorse economiche per l'insegnamento.

## Ipotesi sul meccanismo di funzionamento del metodo
Sono diverse le ipotesi sul motivo per cui un tale sistema funzioni. 
Una delle caratteristiche che sembra essere decisiva è la regolarità ma anche la trasparenza della lingua (verbi, avverbi, sostantivi ed aggettivi sono marcati per funzione grammaticale).
Ad esempio, in esperanto tutti gli aggettivi finiscono per -a e tutti i sostantivi finiscono per -o, per cui non è necessario che il bambino debba apprendere attivamente la differenza tra sostantivi ed aggettivi, ma impara il concetto passivamente. Se successivamente l'allievo inizierà lo studio di una nuova lingua, non ci sarà bisogno di spiegare il concetto, o comunque questo richiederà molta meno fatica.
Inoltre l'esperanto è una lingua agglutinante, e questo coinvolge il discente all'uso attivo del lessico.
La grammatica inoltre è ridotta al minimo, per cui i bambini possono cominciare a parlare (e quindi usare attivamente la lingua) in un tempo molto breve, il che permette loro di mantenere il loro entusiasmo iniziale, che spesso per una lingua straniera viene perso a causa del bisogno di dover imparare per anni prima di potersi esprimere con una certa disinvoltura. Ciò darebbe fiducia in se stessi, e quando si inizia una nuova lingua, la si vede come qualcosa di fattibile, meno lontano (si è già appresa senza sforzo una lingua straniera, quindi non si teme l'apprendimento della seconda).
Facendo studiare questa lingua si dà quindi la possibilità di apprendere (in poco tempo) tutta la grammatica di una lingua, ottenendo quindi la possibilità di confrontarla con la propria lingua madre, ed usare tale confronto con altre lingue che si apprenderanno in futuro. Un po' come vedere un modellino di un motore a scoppio per capire come funziona un motore più complesso (ma nella fattispecie, l'esperanto è una lingua completa, e non ridotta rispetto alle altre).
L'insuccesso nell'apprendimento di una lingua (come ogni altra materia) può portare ad un trauma che intimorisce l'allievo a studiare altre lingue, per paura di trovarsi davanti ad un altro ostacolo insormontabile. Se invece la prima lingua è appresa con successo, la seconda non sarà vista come ostacolo. Da questo punto di vista è la facilità dell'esperanto a dare i vantaggi maggiori, infatti già dalla prima lezione si possono comporre semplici frasi.
Prima si apprende la lingua, prima si possono incontrare ragazzi di altre culture e comunicare con loro. In caso di incontri internazionali in cui l'allievo può usare la lingua aumenteranno l'entusiasmo e l'interesse per tutte le lingue straniere.
Diverse ipotesi sono discusse da Claude Piron in alcuni suoi articoli.
Probabilmente la causa del successo del metodo (nonostante tutto poco applicato in realtà) non è una sola, ma si tratta in realtà di una serie di concause.